# Tom Cavanagh
Thomas Cavanagh (Ottawa, 26 ottobre 1963) è un attore canadese.
È conosciuto soprattutto per il ruolo di Dan Dorian in Scrubs - Medici ai primi ferri e per il ruolo di  Harrison Wells e Eobard Thawne nella serie televisiva The Flash.

## Biografia
Secondo di cinque fratelli, Cavanagh è stato il protagonista maschile del film per la televisione natalizio Nick e la renna che non sapeva volare e del sequel Nick e l'amnesia di Natale. Ha preso parte anche alle serie televisive Scrubs - Medici ai primi ferri (nel ruolo di Dan Dorian, fratello del protagonista J.D.), ed Eli Stone (nel ruolo del padre del protagonista). Ha interpretato il Ranger Smith nel film L'orso Yoghi. Dal 2014 al 2023 ha interpretato Harrison Wells e Eobard Thawne nella serie televisiva The Flash.

### Vita privata
Nel 2004, ha sposato Maureen Grise. La coppia ha avuto quattro figli: Alice Ann (2006), Thomas Jr. (2007), James Joseph (2009) e Katie.

## Filmografia parziale

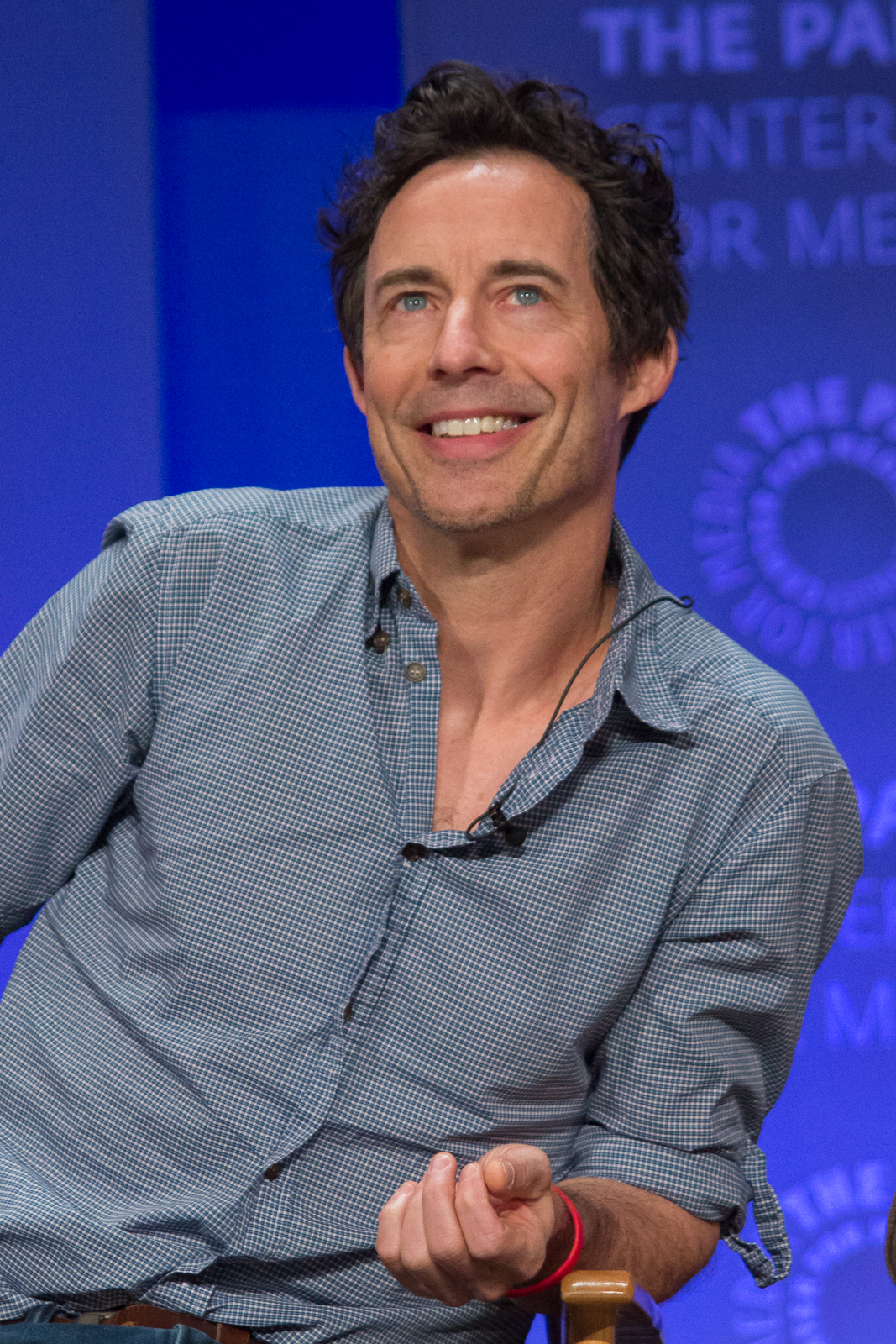
Tom Cavanagh nel 2015

### Attore

#### Cinema
- Bang bang, sei morto (Bang Bang You're Dead), regia di Guy Ferland (2002)
- Due settimane (Two Weeks), regia di Steve Stockman (2006)
- Fratelli, amori e tanti guai (Gray Matters), regia di Sue Kramer (2006)
- Breakfast with Scot, regia di Laurie Lynd (2007)
- L'orso Yoghi (Yogi Bear), regia di Eric Brevig (2010)
- L'inventore di giochi (The Games Maker), regia di Juan Pablo Buscarini (2014)
- 400 giorni (400 Days), regia di Matt Osterman (2015)
- Be the Light, regia di Malcolm Goodwin (2020)

#### Televisione
- L'aurora boreale (Northern Lights), regia di Linda Yellen – film TV (1997)
- Providence – serie TV, 8 episodi (1999-2000)
- Ed – serie TV, 83 episodi (2000-2004)
- Scrubs - Medici ai primi ferri (Scrubs) – serie TV, 7 episodi (2002-2009)
- Al centro dell'uragano (Heart of the Storm), regia di Charles Wilkinson – film TV (2004)
- Nick e la renna che non sapeva volare (Snow), regia di Alex Zamm – film TV (2004)
- Love Monkey – serie TV, 8 episodi (2006)
- Nick e l'amnesia di Natale (Snow 2: Brain Freeze), regia di Mark Rosman – film TV (2008)
- Eli Stone – serie TV, 7 episodi (2008-2009)
- Trust Me – serie TV, 13 episodi (2009)
- Royal Pains – serie TV, 7 episodi (2011-2012)
- Due case per Natale (Trading Christmas), regia di Michael M. Scott – film TV (2011)
- Un killer tra noi (A Killer Among Us), regia di Bradley Walsh – film TV (2012)
- The Goldbergs – serie TV, 1 episodio (2013)
- Blue Bloods – serie TV, episodi 4x11, 13x11 (2014)
- The Following – serie TV, 4 episodi (2014)
- Undateable – serie TV, 1 episodio (2014)
- The Flash – serie TV, 136 episodi (2014-2023)
- Van Helsing – serie TV, 1 episodio (2016)
- Supergirl – serie TV, 3 episodi (2017-2019)
- Darrow & Darrow – miniserie TV, 4 puntate (2017-2019)
- Arrow – serie TV, 3 episodi (2017-2019)
- Legends of Tomorrow – serie TV, 2 episodi (2017-2020)
- Superman & Lois - serie TV, 1 episodio (2024)

### Regista
- Ed - serie TV, 3 episodi (2003-2004)
- Money Game - cortometraggio (2008)
- The Flash - serie TV, 3 episodi (2017-2018)
- Tom and Grant - cortometraggio (2018)
- Superman & Lois - serie TV, episodio 1x15 (2021)

## Doppiatori italiani
Nelle versioni in italiano dei suoi film, Tom Cavanagh è stato doppiato da:
- Sandro Acerbo in Due settimane, The Flash, Supergirl, Arrow, Legends of Tomorrow
- Roberto Certomà in Due case per Natale, The Following, The Goldbergs
- Fabio Boccanera in Scrubs - Medici ai primi ferri (ep. 8x19), Eli Stone
- Franco Mannella in Trust Me, Blue Bloods
- Oreste Baldini in L'orso Yoghi, 400 giorni
- Christian Iansante in Scrubs - Medici ai primi ferri (st. 2-7)
- Sergio Lucchetti in Ed
- Francesco Pezzulli in Nick e la renna che non sapeva volare
- Luca Semeraro in Con gli occhi del cuore
- Lorenzo Scattorin in Bang, bang, sei morto!
- Stefano Benassi in Royal Pains
- Alberto Angrisano in Undateable
- Francesco Prando in L'inventore di giochi
- Vittorio Guerrieri in Darrow & Darrow
- Federico Zanandrea in Van Helsing

Da doppiatore è stato sostituito da:
- Saverio Indrio in Dottoressa Peluche
- Oreste Baldini in Robot Chicken